# LP III
LP III is het derde studioalbum van de Amerikaanse punkband The Soviettes. Het werd geproduceerd door Jacques Wait en werd op 28 juni 2005 uitgegeven door Fat Wreck Chords op cd en (roze) vinyl. Op 25 augustus 2005 werd de single "Roller Girls" door Fat Wreck Chords uitgebracht. Op de B-kant van de single staat het nummer "Say So".

## Nummers
Kant A
1. "Multiply and Divide" - 2:47
2. "¡Paranoia Cha Cha Cha!" - 2:03
3. "Middle of the Night" - 2:14
4. "Whoa" - 1:11
5. "(Do) The Stagger" - 1:58
6. "You Should Know" - 1:27
7. "What Did I Do?!" - 1:48

Kant B
1. "Roller Girls" - 1:43
2. "Together" - 2:02
3. "Thinking of You" - 2:51
4. "Hanging Up the Phone" - 2:18
5. "How Do You Like That" - 1:34
6. "Photograph" - 1:55
7. "Gotta Decide" - 2:30

## Band
- Annie Holoien - gitaar, zang
- Maren "Stugeon" Macosko - gitaar, zang
- Danny Henry - drums, zang
- Susy Sharp - basgitaar, zang